# The Vintage Tour
Es una gira que realizó la cantautora y actriz estadounidense Dolly Parton entre finales de 2005 y comienzos de 2006.
| Fechas                        | Ciudad, Estado, País              | Lugar                       |
| ----------------------------- | --------------------------------- | --------------------------- |
| 16 de agosto de 2005          | Atlantic City, New Jersey, USA    | House of Blues              |
| 18 de agosto de 2005          | New York, New York, USA           | Radio City Music Hall       |
| 19 de agosto de 2005          | Uncasville, Connecticut, USA      | Mohegan Sun Casino          |
| 20 de agosto de 2005          | Philadelphia, Pensilvania, USA    | Mann Center                 |
| 23 de agosto de 2005          | Washington D. C., USA             | DAR Constitution Hall       |
| 25 de agosto de 2005          | Portland, Maine, USA              | Cumberland Civic Center     |
| 27 de agosto de 2005          | Halifax, Nueva Escocia, Canadá    | Metro Center                |
| 28 de agosto de 2005          | St. John, Nuevo Brunswick, Canadá | Harbour Station             |
| 31 de agosto de 2005          | Ottawa, Ontario, Canadá           | Corel Centre                |
| 1.º de septiembre de 2005     | Toronto, Ontario, Canadá          | Molson Amphitheatre         |
| 24 y 25 de septiembre de 2005 | Pigeon Forge, Tennessee, USA      | Dollywood Celebrity Theatre |
| 30 de septiembre de 2005      | Los Angeles, California, USA      | Gibson Amphitheatre         |
| 1 de octubre de 2005          | Las Vegas, Nevada, USA            | House of Blues              |
| 2 de octubre de 2005          | San Francisco, California, USA    | Strictly Bluegrass Fest     |
| 4 de octubre de 2005          | Santa Rosa, California, USA       | Luther Burbank Center       |
| 6 de octubre de 2005          | Denver, Colorado, USA             | Colorado Convention Center  |
| 25 de octubre de 2005         | Danville, Kentucky, USA           | Norton Centre for the Arts  |
| 27 de octubre de 2005         | Detroit, Míchigan, USA            | Fox Theatre                 |
| 28 de octubre de 2005         | Chicago, Illinois, USA            | Chicago Theatre             |
| 29 de octubre de 2005         | Madison, Wisconsin, USA           | Alliant Energy Center       |
| 30 de octubre de 2005         | Milwaukee, Wisconsin, USA         | Milwaukee Theatre           |
| 1.º de noviembre de 2005      | Evansville, Indiana, USA          | Roberts Stadium             |
| 2 de noviembre de 2005        | Moline, Illinois, USA             | Mark of the Quad Cities     |
| 4 de noviembre de 2005        | Kansas City, Misuri, USA          | Municipal Auditorium        |
| 5 de noviembre de 2005        | Sioux City, Iowa, USA             | Tyson Events Center         |
| 6 de noviembre de 2005        | Rochester, Minnesota, USA         | Taylor Arena                |
| 8 de noviembre de 2005        | Oklahoma City, Oklahoma, USA      | Ford Center                 |
| 9 de noviembre de 2005        | Tulsa, Oklahoma, USA              | Mabee Center                |
| 25 de noviembre de 2005       | Atlanta, Georgia, USA             | Gwinnet Center              |
| 26 de noviembre de 2005       | Orlando, Florida, USA             | House of Blues              |
| 27 de noviembre de 2005       | Boca Raton, Florida, USA          | Mizner Park Amphitheatre    |
| 28 de noviembre de 2005       | Clearwater, Florida, USA          | Ruth Eckerd Hall            |
| 1.º de diciembre de 2005      | Dallas, Texas, USA                | Nokia Live                  |
| 2 de diciembre de 2005        | Dallas, Texas, USA                | Adam's Mark Hotel Ballroom  |
| 3 de diciembre de 2005        | Birmingham, Alabama, USA          | Birmingham Theatre          |
| 6 de diciembre de 2005        | Little Rock, Arkansas, USA        | Alltel Arena                |
| 8 de diciembre de 2005        | Tallahassee, Florida, USA         | Tallahassee Civic Center    |
| 9 y 10 de diciembre de 2005   | Charenton, Luisiana, USA          | Cypress Bayou               |
| 15 de diciembre de 2005       | Charlotte, North Carolina, USA    | Bobcats Arena               |
| 16 de diciembre de 2005       | Myrtle Beach, South Carolina, USA | House of Blues              |

- Datos: Q7772727